# 大山晃一郎
大山晃一郎（おおやま こういちろう、1985年8月2日 - ）は、日本の映画監督、演出家。大阪府大阪市生まれ。

## 来歴・人物
大阪府大阪市出身。大阪府立住吉高等学校を卒業後、大阪芸術大学に進むが中退。映画監督の中田秀夫や若松節朗らの下で助監督を務めた。
短編映画「ほるもん」は、2011年度ショートショートフィルムフェスティバルのNEOJAPAN部門に選出された。
初監督長編映画「いつくしみふかき」はゆうばりファンタランド大賞など多数の賞を受賞、2020年より全国公開された。

## 監督

### 映画
- 『ほるもん』（2011年）
- 『真夜中の昼下がり』（2013年）
- 『いつくしみふかき』（2019年）[2][3]

### テレビドラマ
- 『警視庁・捜査一課長2020』（2020年4月 - 9月）[4]
  - 第5話「上空1000メートルで殺人!? ありえない物を握って落ちた美女」
- 『刑事7人 season6』（2020年8月 - 9月）
  - 第6話「逃亡者・青山新－絶体絶命、殺人容疑の仲間を救え!」
- 『NHK BS沁みる夜汽車2020秋「乗客が見守った“最後の電話”〜JR長崎本線〜」』（2020年）
- 『アノニマチュ！～恋の指相撲対策室〜』（2020年1月 - 3月、Paravi）
  - 第7話「恋の身代金」
- 『警視庁・捜査一課長2021』（2021年4月 - 6月）
  - 第4話「激辛シュークリームの殺意!? 抹茶をわさびに変える女」
  - 第8話「○×クイズ殺人!? 賞金1000万円を奪う女と謎のギター男」
  - 第9話「最先端すぎる殺人!? 最新自転車に乗る容疑者女VS補助輪の女」
- 『刑事7人 season7』（2021年8月 - ）
  - 第8話「14年越しの挑戦状…犯人は刑事のルームメイト…!?」
- 『NHK BS沁みる夜汽車2022冬「軌道の先にある背中 関東鉄道」』（2022年）
- 『渋谷先生がだいたい教えてくれる』（2022年、TOKYO MX）
- 『警視庁・捜査一課長2022』（2022年4月 - ）
  - 第7話「裸の王様殺人事件」
- 『刑事7人 season8』（2022年7月 - ）
  - 第7話「天樹、執念の捜査! 家庭を壊した父の最期は…」
- 『かりあげクン』（2023年1月 - 3月、BS松竹東急土曜ドラマ1月期）
- 『ホテルマン 東堂克生の事件ファイル〜日光鬼怒川温泉殺人事件』（2023年3月18日、BS-TBS）
- 『around1/4 アラウンド・クォーター』（2023年7月9日 - 、朝日放送テレビ)
- 『アイドル失格』(2024年1月13日-3月30日、BS松竹東急)
- 『シークレット同盟』（2024年4月5日-6月21日、読売テレビ）
- 『そんな家族なら捨てちゃえば？』（2024年7月18日 - 、関西テレビ）

### 配信ドラマ
- 『夫はわたしじゃいけないの？』（2024年12月13日配信、BUMP）
- 『Family Village』（2025年、Footage）

### 舞台
- 劇団チキンハート『チキンハート』（2011年4月、アイピット目白）
- 劇団チキンハート『房総学園体育祭〜放課後のハジメちゃん〜』（2011年12月、中野ウエストエンドスタジオ）
- 劇団チキンハート『房総学園期末テスト〜初めての宇宙旅行〜』（2012年11月、新宿シアターモリエール）
- 劇団チキンハート『サラ金へおいでよ』（2013年10月、新宿シアターモリエール）
- 劇団チキンハート『幸福の黄色いタンメン』（2014年11月、新宿シアターモリエール）
- 劇団チキンハート『房総学園七不思議〜この世で一番強いヤツ〜』（2015年12月、新宿シアターモリエール）
- 大山劇団『エクストリーム湯けむり温泉バスツアー -INFINITY WAR-』（2018年9月、新宿スターフィールド）
- 大山劇団『臼い巨塔 -TEAM MEDICAL DRAGON NIGHT-』（2019年5月、新宿シアターブラッツ）
- 『銭湯来人』（2024年7月20日-28日、草月ホール）

## 助監督

### 映画
- 『怪談』中田秀夫監督

### テレビドラマ
- 『遺留捜査シリーズ』
- 『刑事7人シリーズ』
- 『TEAM -警視庁特別犯罪捜査本部-』
- 『警視庁・捜査一課長』[4]
- 『科捜研の女 Season.21』

## 受賞
- ゆうばり国際ファンタスティック映画祭 - ゆうばりファンタランド大賞『いつくしみふかき』（2019年）[2][3]
- ファンタジア国際映画祭2019(カナダ) -First feature competition -入選『いつくしみふかき』(2019年)
- 第五回新人監督映画祭 -観客賞『いつくしみふかき』（2019年）[3]
- 第五回富士湖畔の映画祭 -作品賞(グランプリ)、監督賞 『いつくしみふかき』（2019年）
- 門真国際映画祭2019 -最優秀ケータリング賞、監督賞、観客賞『いつくしみふかき』（2019年）
- 第12回オホーツク網走映画祭 -北斗七星賞 Big Dipper award(グランプリ) 『いつくしみふかき』（2019年）
- 日本芸術センター第11回映像グランプリ -グランプリ 
『いつくしみふかき』（2019年）
- 第18回中之島映画祭 - 優秀賞『いつくしみふかき』(2020年)[5]

### その他の受賞
- JAPANCUTS HOLLYWOOD2019(アメリカ) -正式招待上映『いつくしみふかき』
- 長野県遠山豪観光動画『遠山GO夏編』(2019年) 
ショートショートフィルムフェスティバル第8回観光映像大賞 旅もじゃ賞
- 第1回日本国際観光映像祭(2019年) - 旅ムービー部門入選
- 第45回湯布院映画祭(2020年) - 正式招待『いつくしみふかき』[6]

### 舞台
- 第1回四谷一武道会(2019年) - 優勝